# Peter Mettler
Peter Mettler   (Toronto, 7 de setembre de 1958) és un director de cinema i director de fotografia suís-canadenc. És més conegut pel seu enfocament únic i intuïtiu del documental, demostrat per pel·lícules com Picture of Light (1994).), Gambling, Gods and LSD (2002) i The End of Time (2012).
Els seus pares eren immigrants suïssos. Va fer les seves primeres pel·lícules als setze anys abans d'estudiar cinema al Ryerson Polytechnical Institute (1977-1982). Mentre Mettler estava a Ryerson, va passar els estius carregant càrrega als avions a Zuric. Enmig dels seus estudis es va prendre un any de vacances per treballar en una casa de rehabilitació d'heroïna en un monestir suís del segle XII reconvertit.
"El seu cristal·lí peripatètic sempre gravita cap als forasters a la recerca d'estats extàtics", escriu José Teodoro a Brick, "uns espectacles estranys que desafien la documentació directa i llocs sagrats que prometen una certa alliberació metafísica. Hi ha precedents de les seves metodologies... Em vénen al cap les pel·lícules de Chris Marker i Werner Herzog, però els dons de Mettler com a entrevistador obert i discret i la seva capacitat per descobrir sensibilitats compartides entre persones de cultures i creences molt diverses se senten singulars."
Mettler ha treballat com a director de fotografia en pel·lícules d'Atom Egoyan, Patricia Rozema, Bruce McDonald i Jennifer Baichwal, i ha col·laborat amb nombrosos altres artistes, inclosos Michael Ondaatje, Fred Frith, Jim O'Rourke, Jane Siberry, Robert Lepage, Edward Burtynsky, Greg Hermanovic, Richie Hawtin, Neil Young, Jeremy Narby, Franz Treichler i Emma Davie. Des de 2005, Mettler ha estès la seva pràctica artística al regne de la barreja d'imatges digitals en directe, col·laborant amb una gran varietat de músics, ballarins, poetes i artistes multimèdia en una àmplia gamma de llocs, des de teatres i cinemes fins a clubs de ball i zones salvatges. retirades.
Mettler va formar part d'un grup de cineastes poc afiliat que va sorgir a la dècada de 1980 de Toronto, conegut com la Toronto New Wave.

## Filmografia

### Llargmetratges
- Scissere (1982)[3]
- Nominated for Gold Hugo, Chicago International Film Festival
- Eastern Avenue (1985)
- The Top of His Head (1989)
- Tectonic Plates (1992)[4]
- Picture of Light (1994)
- Balifilm (1997)[5][6]
- Gambling, Gods and LSD (2002)[7]
- Petropolis: Aerial Perspectives on the Alberta Tar Sands (2009)[8]
- The End of Time (2012)
- Becoming Animal (2018)

### Curtmetratges
- Reverie (1976), 20 minuts.
- Lancalot Freely (1980), 20 minuts.
- Gregory (1980), 25 minuts.
- Balifilm (1997), 30 minuts.
- Away (2007), 3 minute.
- Trace of the future (2014), 3 minuts.

### Direcció de fotografia
- Open House (1982), d'Atom Egoyan.
- Next of Kin (1984), d'Atom Egoyan.
- David Roche Talks To You About Love (1985), de Jeremy Podeswa.
- Knock Knock (1985), de Bruce McDonald.
- Passion A Letter in 16mm (1985), de Patricia Rozema.
- Family Viewing (1987), d'Atom Egoyan.
- Artist on Fire (1987), de Kay Armatage, amb Joyce Wieland.
- Leda and the Swan (1997), d'Alexandra Rockingham Gill.
- Krapp's Last Tape (2000), d'Atom Egoyan.
- Manufactured Landscapes (2006), de Jennifer Baichwal.
- Into the Night (2006), d'Annette Mangaard.
- National Parks Project: Gros Morne (2009), de Ryan J. Noth.
- Broken Land (2014), de Stephanie Barbie & Luc Peter.